# Калениківський заказник
Калениківський — один з об'єктів природно-заповідного фонду Полтавської області, гідрологічний заказник місцевого значення.

## Розташування
Заказник розташований на землях Калениківської сільської ради в Решетилівському районі, Полтавської області на околиці села Каленики. Перебуває під охороною Калениківської сільської ради.

## Історія
Гідрологічний заказник місцевого значення «Калениківський» був оголошений рішенням п'ятнадцятої сесії Полтавської обласної ради народних депутатів шостого скликання від 28 лютого 2013 року.

## Мета
Мета створення заказника — подальше поліпшення заповідної справи в Полтавській області, збереження цінних природних, ландшафтних комплексів, об'єктів тваринного і рослинного світу.

## Значення
Гідрологічний заказник місцевого значення «Калениківський» має особливе природоохоронне, наукове, естетичне та пізнавальне значення. Має високу наукову та екологічну цінність, підтримує гідрологічний режим річки. Відіграє важливу водорегулюючу, ресурсно-кормову та ґрунтозихисну роль.

## Загальна характеристика
Загальна площа гідрологічного заказника місцевого значення «Калениківський» становить 114,2 га. Заказник являє собою типовий лучно-болотний природний комплекс у заплаві лівого берега річки Псел.

## Флора і фауна
Тваринний і рослинний світ заказника включає цілий ряд регіонально рідкісних та червонокнижних видів тварин і рослин.